# Karl Otto Bonnier

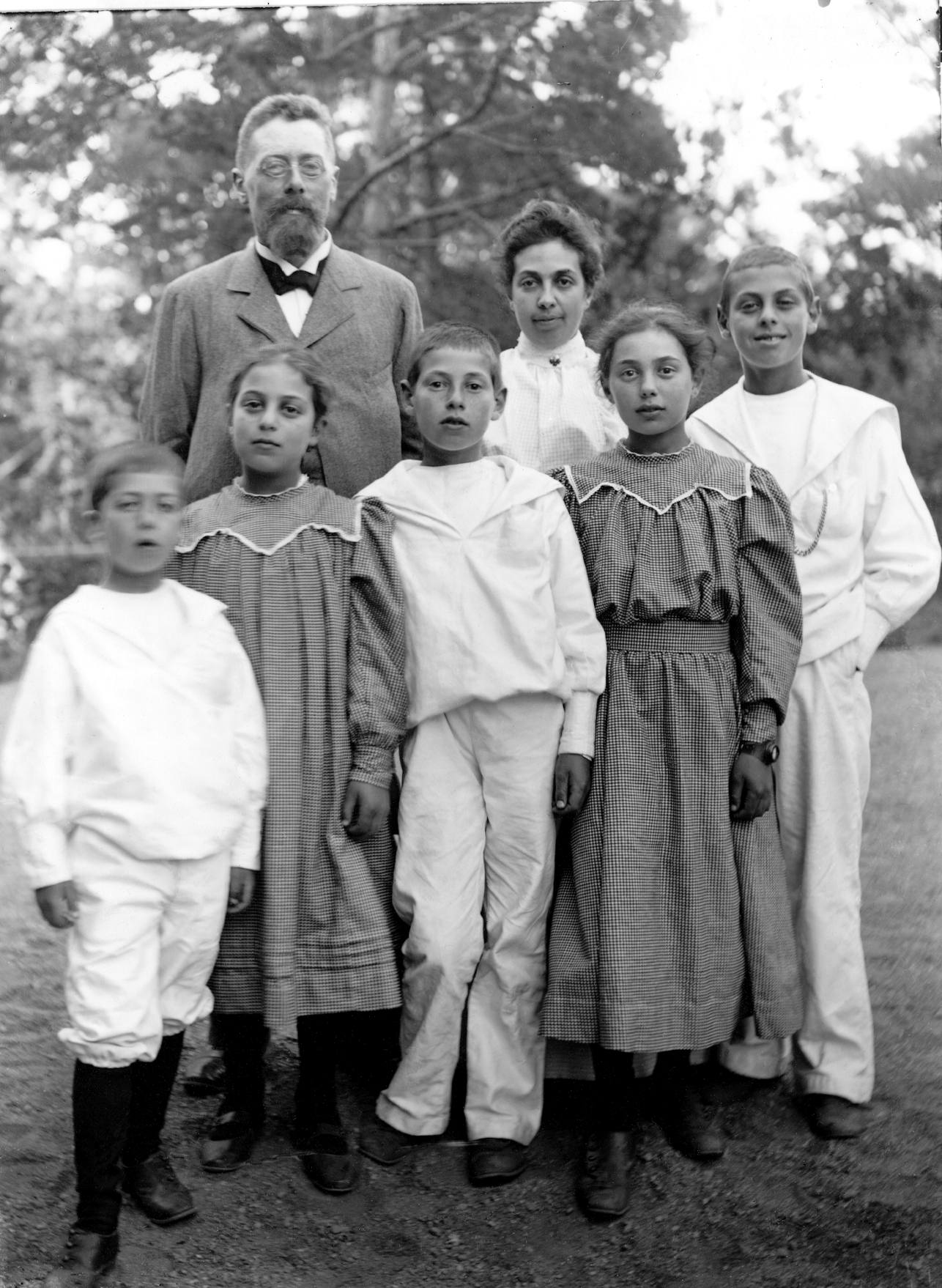
Karl Otto und Lisen mit Kindern in den 1890ern

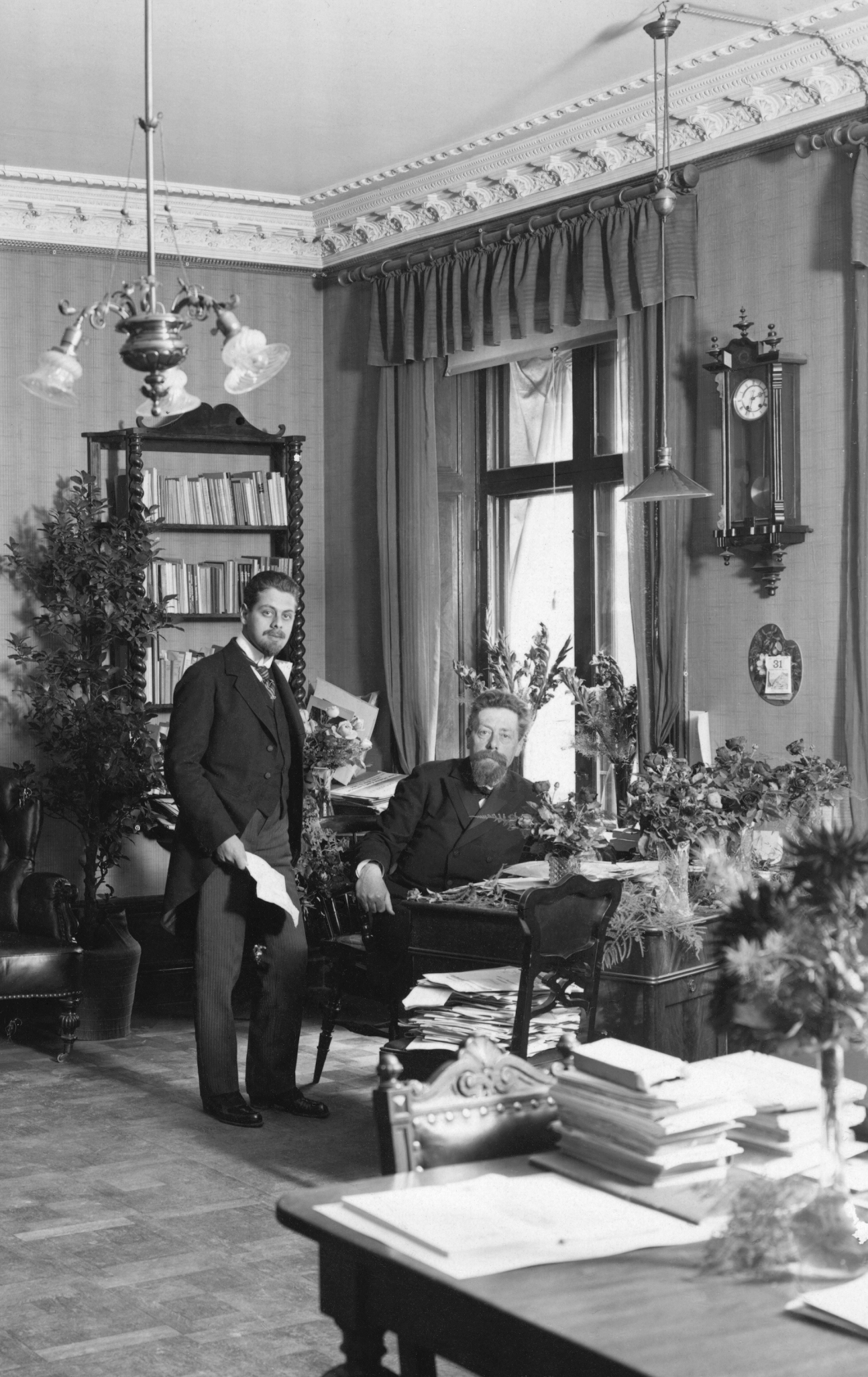
Karl Otto Bonnier und sein Sohn Tor zum 75-jährigen Verlagsjubiläum 1912

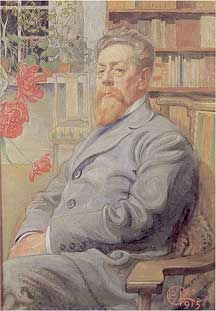
Karl Otto Bonnier 1915. Gemälde von Carl Larsson

Karl Otto Bonnier (* 20. Juni 1856 in Stockholm; † 26. Mai 1941 ebenda) war ein schwedischer Verleger.

## Leben
Der Sohn und Erbe von Albert Bonnier vergrößerte das Familienunternehmen durch Zukauf anderer Verlage und entwickelte es zu Schwedens bedeutendstem Literaturverlag. Autoren wie August Strindberg, Verner von Heidenstam, Gustaf Fröding, Selma Lagerlöf und Hjalmar Söderberg standen bei ihm unter Vertrag und waren dem Haus Bonnier auch loyal und freundschaftlich verbunden. Bonnier publizierte aber auch billigere Bücher für den breiten Publikumsgeschmack, Schulbücher und Zeitschriften wie Bonniers månadshäfte, Bonniers veckotidning und Bonniers novellmagasin. 
1916 erwarb er die ertragreiche Zeitungskioskfirma Svenska pressbyrån, die er 1940 wieder abgab. 1903 wurde Karl Otto Bonnier Mitglied der Geschäftsleitung von Dagens Nyheter und wurde, nach dem Erwerb großer Aktienpakete des Zeitungsunternehmens, zum Vorsitzenden des Vorstands gewählt. 1929 gelang es Bonnier, die Aktienmehrheit zu erlangen. Bonnier kaufte auch 1929 den Zeitschriftenverlag Åhlén & Åkerlund mit seinen auflagestarken Wochenzeitungen wie Vecko-Journalen und Husmodern.
1882 heiratete Karl Otto Bonnier Lisen Josephson (1861–1952), die wie er selbst einer schwedisch-jüdischen Unternehmerfamilie entstammte, und hatte mit ihr die sechs Kinder Åke, Tor, Elin, Greta, Gert und Kaj. Der Sportwagen- und Formel-1-Rennfahrer Joakim Bonnier war sein Enkel. 